# Enrico Caetani
Enrico Caetani (Sermoneta, 6 agosto 1550 – Roma, 13 dicembre 1599) è stato un cardinale e patriarca cattolico italiano.

## Biografia
Secondogenito di Bonifacio Caetani, signore di Sermoneta e di Caterina di Alberto Pio, figlia del signore di Carpi, nacque a Sermoneta il 6 agosto 1550. Enrico era nipote del cardinale Niccolò Caetani e fratello di Camillo Caetani, zio di Bonifazio e Antonio Caetani, e prozio del cardinale Luigi Caetani. Tra i suoi antenati spicca la figura di Benedetto Caetani, divenuto in seguito papa Bonifacio VIII.
Studiò presso l'Università degli Studi di Perugia, ove si addottorò in utroque iure nel 1571.
Il 29 luglio 1585 venne eletto Patriarca titolare di Alessandria dei Latini, e fu ordinato vescovo l'11 agosto dello stesso anno nella cappella Sistina, dal cardinale Giulio Antonio Santori. Ancora nello stesso anno, il 18 dicembre, Papa Sisto V lo elevò al rango di cardinale. Il 15 gennaio 1586 ricevette la berretta e il titolo di Cardinale presbitero di Santa Pudenziana.
Nel 1589 fu inviato in Francia dal papa, a capo della legazione pontificia dopo l'uccisione del re Enrico III di Francia per difendere la Chiesa durante la guerra civile tra cattolici e ugonotti; l'accompagnava il cardinale gesuita Roberto Bellarmino, teologo di fama.
Morì a Roma il 13 dicembre 1599 all'età di 49 anni.

## Conclavi
Enrico Caetani, durante il suo cardinalato, prese parte a due conclavi:
- conclave del 1591, che elesse papa Innocenzo IX
- conclave del 1592, che elesse papa Clemente VIII

## Genealogia episcopale e successione apostolica
La genealogia episcopale è:
- Cardinale Scipione Rebiba
- Cardinale Giulio Antonio Santori
- Cardinale Enrico Caetani

La successione apostolica è:
- Cardinale Decio Azzolino il Vecchio (1585)
- Arcivescovo Alfonso Laso Sedeño (1588)
- Vescovo Alessandro Riccardi (1591)
- Arcivescovo Giulio Cesare Riccardi (1592)

## Ascendenza
|                                                  |                                                |                                               | Genitori                                    |  |  | Nonni |  |  | Bisnonni                                |  |  | Trisnonni                                 |  |
|                                                  |                                                |                                               |                                             |  |  |       |  |  | Guglielmo Caetani, II duca di Sermoneta |  |  | Onorato Caetani, VII signore di Sermoneta |  |
|                                                  |                                                |                                               |                                             |  |  |       |  |  | Guglielmo Caetani, II duca di Sermoneta |  |  | Onorato Caetani, VII signore di Sermoneta |  |
|                                                  |                                                | Caterina Orsini                               |                                             |  |  |       |  |  | Guglielmo Caetani, II duca di Sermoneta |  |  |                                           |  |
| Camillo Caetani, III duca di Sermoneta           |                                                |                                               |                                             |  |  |       |  |  | Guglielmo Caetani, II duca di Sermoneta |  |  |                                           |  |
|                                                  |                                                | Francesca Conti                               | Bruno Conti, conte di Segni                 |  |  |       |  |  |                                         |  |  |                                           |  |
|                                                  |                                                | Francesca Conti                               | Bruno Conti, conte di Segni                 |  |  |       |  |  |                                         |  |  |                                           |  |
|                                                  |                                                | Francesca Conti                               | Vannola dell'Anguilara                      |  |  |       |  |  |                                         |  |  |                                           |  |
| Bonifacio Caetani, IV duca di Sermoneta          |                                                | Francesca Conti                               |                                             |  |  |       |  |  |                                         |  |  |                                           |  |
|                                                  |                                                | Onorato Caetani, I duca di Traetto            | Pietro Bernardino Caetani, conte di Traetto |  |  |       |  |  |                                         |  |  |                                           |  |
|                                                  |                                                | Onorato Caetani, I duca di Traetto            | Pietro Bernardino Caetani, conte di Traetto |  |  |       |  |  |                                         |  |  |                                           |  |
|                                                  |                                                | Onorato Caetani, I duca di Traetto            | Costanza Orsini                             |  |  |       |  |  |                                         |  |  |                                           |  |
| Beatrice Caetani d'Aragona                       |                                                | Onorato Caetani, I duca di Traetto            |                                             |  |  |       |  |  |                                         |  |  |                                           |  |
|                                                  |                                                | Lucrezia d'Aragona                            | Ferdinando I, re di Napoli                  |  |  |       |  |  |                                         |  |  |                                           |  |
|                                                  |                                                | Lucrezia d'Aragona                            | Ferdinando I, re di Napoli                  |  |  |       |  |  |                                         |  |  |                                           |  |
|                                                  |                                                | Lucrezia d'Aragona                            | Eulalia Ravignano                           |  |  |       |  |  |                                         |  |  |                                           |  |
| Enrico Caetani                                   |                                                | Lucrezia d'Aragona                            |                                             |  |  |       |  |  |                                         |  |  |                                           |  |
|                                                  | Lionello I Pio di Savoia, VII signore di Carpi | Alberto II Pio di Savoia, VI signore di Carpi |                                             |  |  |       |  |  |                                         |  |  |                                           |  |
|                                                  | Lionello I Pio di Savoia, VII signore di Carpi | Alberto II Pio di Savoia, VI signore di Carpi |                                             |  |  |       |  |  |                                         |  |  |                                           |  |
|                                                  | Lionello I Pio di Savoia, VII signore di Carpi | Agnese del Carretto                           |                                             |  |  |       |  |  |                                         |  |  |                                           |  |
| Alberto III Pio di Savoia, VIII signore di Carpi | Lionello I Pio di Savoia, VII signore di Carpi |                                               |                                             |  |  |       |  |  |                                         |  |  |                                           |  |
|                                                  |                                                | Caterina Pico                                 | Gianfrancesco I Pico, conte di Concordia    |  |  |       |  |  |                                         |  |  |                                           |  |
|                                                  |                                                | Caterina Pico                                 | Gianfrancesco I Pico, conte di Concordia    |  |  |       |  |  |                                         |  |  |                                           |  |
|                                                  |                                                | Caterina Pico                                 | Giulia Boiardo                              |  |  |       |  |  |                                         |  |  |                                           |  |
| Caterina Pio di Savoia                           |                                                | Caterina Pico                                 |                                             |  |  |       |  |  |                                         |  |  |                                           |  |
|                                                  |                                                | Franciotto Orsini                             | Orso Orsini, signore di Monterotondo        |  |  |       |  |  |                                         |  |  |                                           |  |
|                                                  |                                                | Franciotto Orsini                             | Orso Orsini, signore di Monterotondo        |  |  |       |  |  |                                         |  |  |                                           |  |
|                                                  |                                                | Franciotto Orsini                             | Constanza Savelli                           |  |  |       |  |  |                                         |  |  |                                           |  |
| Cecilia Orsini                                   |                                                | Franciotto Orsini                             |                                             |  |  |       |  |  |                                         |  |  |                                           |  |
|                                                  |                                                | Violante Orsini                               | Pierfrancesco Orsini, signore di Bomarzo    |  |  |       |  |  |                                         |  |  |                                           |  |
|                                                  |                                                | Violante Orsini                               | Pierfrancesco Orsini, signore di Bomarzo    |  |  |       |  |  |                                         |  |  |                                           |  |
|                                                  |                                                | Violante Orsini                               | Giulia Beccaria                             |  |  |       |  |  |                                         |  |  |                                           |  |
|                                                  |                                                | Violante Orsini                               |                                             |  |  |       |  |  |                                         |  |  |                                           |  |